# ジョージ・ロペス
ジョージ・ロペス（George Lopez、1961年4月23日-）は、メキシコ系アメリカ人のトーク番組司会者・コメディアン。ロサンゼルスのミッションヒルズ出身。

## 来歴
2000年代に放送されたABCのシットコム『ジョージ・ロペス』と、TBSで放送されたトーク番組『ロペス・トゥナイト』で人気を博した。しかしロペスは、2011年にコナン・オブライエン司会の『コナン』の放送開始における契約拒否で放送終了されている 。

## 主な出演作品

### 映画
- チョイス!（2008年）
- ダブル・ミッション（2010年）
- スペースガーディアン（2013年）※声の出演
- L.A.スクワッド（2020年）
- ブルービートル（2023年）

### 配信
- ジョージ・ロペスのお安いご用! (2020年、Netflix)